# Empidonax atriceps
Empidonax atriceps là một loài chim trong họ Tyrannidae.